# Io rimango qui
Io rimango qui (Gott, du kannst ein Arsch sein!) è un film del 2020 diretto da André Erkau. È ispirato all'omonimo libro del 2015 di Frank Pape, basato sulla storia vera della figlia Stefanie Pape.

## Trama
Steffi è una ragazza di 16 anni che, pochi giorni dopo essersi diplomata al liceo, scopre per caso, a seguito di un controllo medico per entrare in polizia, di avere un cancro allo stadio terminale. A questa notizia i genitori reagiscono impotenti e le proibiscono di partecipare al viaggio di diploma per Parigi, la città dei suoi sogni, assieme al suo fidanzato Fabian. Contrariata da questa decisione, Steffi, dopo aver conosciuto il moto acrobata circense Steve che si offre di accompagnarla, decide di fuggire con lui a Parigi su un vecchio cassonato Ford e senza soldi. I genitori di Steffi si mettono in auto sulle sue tracce e la rintracciano in un albergo, ma Steffi riesce nuovamente ad allontanarsi con Steve per raggiungere il fidanzato a Parigi.

## Distribuzione
Il film è stato distribuito nelle sale cinematografiche italiane a partire dal 20 maggio 2021.